# Arthur Bergen
Arthur Bergen (* 24. Oktober 1875 in Wien; † 1943 im KZ Auschwitz) war ein österreichischer Schauspieler und Filmregisseur.

## Leben
Er debütierte 1894 am Hoftheater Meiningen. 1904 wurde er Schauspieler in Berlin, wo er unter anderem am Berliner Theater und Trianon-Theater sowohl als Schauspieler wie auch als Regisseur aktiv war.
1913 fand er den Weg zum Film, und Bergen spielte bei mehreren Produktionen mit. Im Februar 1921 gründete er mit Pancho Kochen die Beko Film GmbH, mit der er jedoch nur einen Film als Regisseur und Produzent herstellte. Seit Mitte der zwanziger Jahre war er vor allem Filmregisseur, der Dramen, Melodramen, Liebesfilme und Komödien inszenierte. Im beginnenden Tonfilmzeitalter war er nur noch als Schauspieler in sehr kleinen Rollen zu sehen.
Die Machtergreifung der Nationalsozialisten 1933 beendete seine Karriere endgültig. Er wurde als nicht arisch klassifiziert und im Juli 1938 aus der Reichsfilmkammer ausgeschlossen.
Am 2. März 1943 wurden Bergen und seine Ehefrau in das Konzentrationslager Auschwitz deportiert. Vermutlich sind sie dort bald nach ihrer Ankunft ermordet worden.

## Filmografie
als Schauspieler:
- 1913: Falsche Perlen
- 1913: Auf dem Felde der Ehre
- 1915: Und das Wissen ist der Tod
- 1916: Die Wunderlampe des Hradschin
- 1916: Der Trödler von Prag
- 1916: Der höchste Wurf
- 1917: Das Rätsel der Stahlkammer
- 1917: Der Schatz im Berge
- 1918: Menschen, die durchs Leben irren
- 1918: Seelen in Ketten
- 1918: Die Sieger
- 1918: Die Heimkehr des Odysseus
- 1919: Die Angelfreude
- 1919: Die Heimat
- 1919: Der Würger der Welt
- 1920: Yoshiwara, die Liebesstadt der Japaner
- 1920: Die entfesselte Menschheit
- 1920: Moral
- 1921: Die goldene Pest
- 1921: Ebbe und Flut
- 1921: Das neue Paradies
- 1922: Sie und die Drei
- 1922: Die fünf Frankfurter
- 1922: Lola Montez, die Tänzerin des Königs
- 1922: Der falsche Dimitry
- 1923: Die grüne Manuela
- 1923: Die Frau mit den Millionen
- 1924: Tragödie im Hause Habsburg
- 1925: Die Verrufenen
- 1930: Brand in der Oper
- 1930: Zweierlei Moral
- 1931: Panik in Chicago
- 1932: Der tolle Bomberg
- 1932: Unter falscher Flagge
- 1932: Moderne Mitgift
- 1932: Kaiserwalzer
- 1933: Polizeiakte 909 (Taifun)
- 1933: Gruß und Kuß – Veronika

als Regisseur:
- 1920: Yoshiwara, die Liebesstadt der Japaner (auch Drehbuch)
- 1921: Der schwarze Prinz (auch Produktion)
- 1925: Die Aßmanns
- 1926: Die Wiskottens
- 1926: Die vom anderen Ufer
- 1926: Ich hab mein Herz in Heidelberg verloren
- 1926: Das Lebenslied (auch Drehbuch)
- 1927: Frühere Verhältnisse
- 1927: Erinnerungen einer Nonne (auch Drehbuch)
- 1927: Arme kleine Sif
- 1928: Anastasia, die falsche Zarentochter
- 1928: So küßt nur eine Wienerin